# Edith Bussler
Agnes Edith Bussler, född 2 december 1887 i Göteborgs Haga församling, Göteborgs och Bohus län, död 5 maj 1962 i Alingsås stadsförsamling, Älvsborgs län, var en svensk trädgårdsmästare.
Bussler, som var dotter till hyrverksägaren Oscar Andersson och Anna Bussler, genomgick åttaklassig flickskola, var trädgårdselev vid Nääs slott, i handelsträdgård och på Adelsnäs trädgårdsskola. Hon var trädgårdsmästare hos rektor Sigfrid Almquist 1909–1912, trädgårdsmästare och trädgårdslärare vid Hvilans folkhögskola 1913–1915, trädgårdslärare vid Fredrika Bremer-förbundets fruktodlings- och trädgårdsskola Apelryd vid Båstad 1916, kontorsbiträde och extralärare vid Alnarps trädgårdsskola 1917–1919 samt verksam som handelsträdgårdsmästare i Kortebo nära Jönköping från 1919. Hon utgav Hemträdgården. Praktisk handledning för den mindre trädgårdens skötsel (1922, flera upplagor). Edith Bussler är begravd på Östra kyrkogården i Göteborg.